# Пізнє кохання
«Пізнє кохання» («Поздняя любовь») — радянський двосерійний телефільм 1983 року, знятий режисером Леонідом Пчолкіним на Творчому об'єднанні «Екран».

## Сюжет
За однойменною п'єсою О. М. Островського. Про вірність і підступність, про чистоту людських почуттів і віру в справжнє щастя…

## У ролях
- Інокентій Смоктуновський — Герасим Порфирович Маргаритов, відомий адвокат
- Анна Каменкова — Людмила Герасимівна Маргаритова, дочка адвоката
- Родіон Нахапетов — Микола Андрійович Шаблов, старший син, адвокат
- Олена Проклова — Варвара Харитонівна Лебьодкіна, вдова
- Євгенія Ханаєва — Феліцата Антонівна Шаблова
- Валерій Шальних — Дормедонт Шаблов, молодший син
- В'ячеслав Невинний — Онуфрій Потапич Дороднов, купець
- Валерій Хлєвинський — купець
- Олександр Юшин — епізод
- Олександр Мильников — епізод
- Валентина Кравченко — епізод
- Галина Добровольська — епізод
- Л. Корогодіна — епізод
- М. Гараєв — епізод
- Є. Жигарьов — епізод
- Віталій Коміссаров — більярдист
- Олександр Якулов — скрипаль
- Л. Базенін — епізод
- І. Колесников — епізод
- Євген Князєв — епізод
- Валентина Петровська — епізод
- В. Дмитрієв — епізод
- В. Сєров — епізод
- Іван Подимахін — посильний

## Знімальна група
- Режисер — Леонід Пчолкін
- Сценарист — Майя Темякова
- Оператор — Валентин Халтурін
- Композитор — Андрій Ешпай
- Художник — Петро Пророков